# Льюїсбург (Пенсільванія)
Льюїсбург (англ. Lewisburg) — місто (англ. borough) в США, в окрузі Юніон штату Пенсільванія. Населення — 5158 осіб (2020).

## Географія
Льюїсбург розташований за координатами 40°57′51″ пн. ш. 76°53′24″ зх. д. / 40.96417° пн. ш. 76.89000° зх. д. (40.964126, -76.889957). За даними Бюро перепису населення США в 2010 році місто мало площу 2,52 км², уся площа — суходіл.

## Демографія
Згідно з переписом 2010 року, у селищі мешкали 5792 особи в 2013 домогосподарствах у складі 785 родин. Густота населення становила 2298 осіб/км². Було 2224 помешкання (882/км²).
Расовий склад населення:
| - 90,0 % — білих - 3,2 % — чорних або афроамериканців - 3,2 % — азіатів - 0,2 % — корінних американців - 1,5 % — осіб інших рас |

До двох чи більше рас належало 2,0 %. Частка іспаномовних становила 4,0 % від усіх жителів.
За віковим діапазоном населення розподілялося таким чином: 9,2 % — особи молодші 18 років, 76,9 % — особи у віці 18—64 років, 13,9 % — особи у віці 65 років та старші. Медіана віку мешканця становила 22,8 року. На 100 осіб жіночої статі у селищі припадало 86,1 чоловіків; на 100 жінок у віці від 18 років та старших — 84,8 чоловіків також старших 18 років.
Середній дохід на одне домашнє господарство становив 56 474 долари США (медіана — 44 235), а середній дохід на одну сім'ю — 71 478 доларів (медіана — 37 500). Медіана доходів становила 47 969 доларів для чоловіків та 25 417 доларів для жінок. За межею бідності перебувало 26,8 % осіб, у тому числі 41,7 % дітей у віці до 18 років та 7,5 % осіб у віці 65 років та старших.
Цивільне працевлаштоване населення становило 2377 осіб. Основні галузі зайнятості: освіта, охорона здоров'я та соціальна допомога — 48,0 %, роздрібна торгівля — 13,2 %, мистецтво, розваги та відпочинок — 12,6 %.